# Gypsy Vanner
Il Gypsy Vanner (conosciuto anche come Tinker o Cob Irlandese) è un cavallo sangue freddo di tipo meso-brachiomorfo originario della Gran Bretagna. L'altezza può variare tra i 149 cm ai 159 cm al garrese. Si può facilmente riconoscere grazie al suo manto quasi sempre pezzato, alla grande quantità di pelo presente sugli zoccoli e ai lunghi crini ondulati. È un ottimo cavallo da tiro, ma anche un buon cavallo da sella.

## Caratteristiche generali
È una razza dall’aspetto accattivante caratterizzato da coda e criniera folte e fluenti e da una lunga peluria nella zona degli stinchi che ricopre interamente lo zoccolo, e da mantelli spesso pezzati. Spesso è il soggetto di spettacolari foto, che ritraggono soggetti di questa razza al galoppo con criniera coda e peluria degli arti svolazzante al punto da evocare mitologici voli d’angelo. La selezione di soggetti con questo caratteristico aspetta viene comunemente attribuita ai gitani che li allevavano per trainare i tipici carri casa di questi nomadi, da qui uno dei nomi con cui si indica questa razza, Gypsy Vanner. Presenta un mantello di tutte le varietá ma con una prevalenza del morello, del baio, del sauro e del grigio. È molto intelligente ed attivo, per questo è ritenuto un lavoratore molto resistente. Ha una testa che presenta un profilo convesso. L’incollatura massiccia è sostenuta da spalle possenti. Sia il corpo sia la groppa sono corti e robusti. Gli arti, solidi e forti.

## Storia
Il Gipsy horse è un cavallo che appartiene ad una recente razza rara, sviluppata dagli Zingari tra Inghilterra e Irlanda poco più di 100 anni fa.
Questi ultimi, avevano bisogno di cavalli rustici, forti che necessitassero di poca acqua e cibo per lavorare, dovevano essere inoltre colorati per poterli abbinare alle vardoes ma anche docili per essere usati dai bambini rom.
Questi cavalli sono l’esito di una selezione genetica centenaria; tale selezione però non è mai stata registrata ma solo tramandata verbalmente. Ora la Irish Cob Society mantiene il libro genealogico.
Le razze impiegate per la fondazione del Gipsy horse sono: 
- Dales pony
- Fell
- Welsh cob
- Share
- Clydesdale

Il risultato della rigorosa selezione attuata dagli zingari è quella di un animale con un ottimo carattere e per questo motivo è infatti considerata una delle razze più docili al mondo.
Tale razza è conosciuta anche come:
- Gipsy Cob,
- Gipsy Vanner
- Tinker
- Irish Cob

Gli zingari sono stati appunto i soli, gelosi e unici custodi di questa razza per secoli che tramanda di generazione in generazione la genealogia di questi magnifici esseri, ed è proprio per questo motivo che oggi esiste molta curiosità e scetticismo sul loro impiego nel mondo equestre.
Il cavallo zingaro perfetto doveva attirare attenzione, stupore e ammirazione al suo passaggio.
Le prime origini documentate sul Gipsy vanner risalgono al 1996 quando fu fondata la prima associazione genealogica e quindi il primo stud-book ufficiale di questa razza: Irish Cob Society.
In quell’ anno i coniugi Thompson (Denny e Cyndy) crearono il primo registro di razza negli Stati Uniti importando le prime due puledre con l’obiettivo di portare onore e riconoscimento ad una delle razze di cavalli più colorate del mondo ma meno conosciute dalla società.
Nel 2004 la razza è entrata ufficialmente a far parte del programma americano di dressage, con ottimi risultati già all’esordio.

## Morfologia

### Caratteristiche fisiche

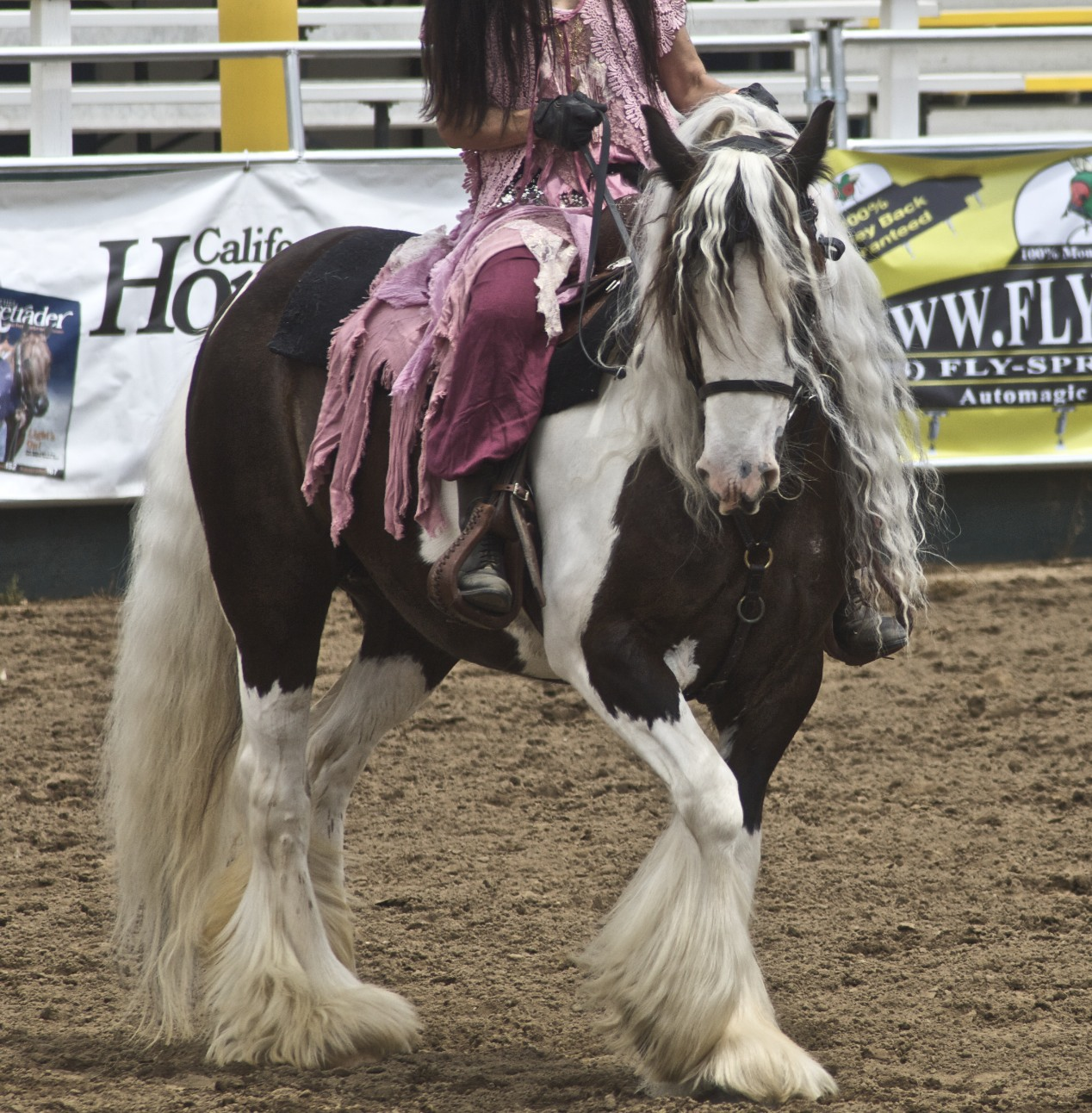
Foto di un Gypsy Vanner durante una competizione

Il Gypsy Vanner è un cavallo compatto e molto elegante, di tipo mesomorfo o brachimorfo usato principalmente per il tiro leggero e medio ma presenta delle caratteristiche e un temperamento adatto anche per la sella e per il dressage. Questa razza si presenta con voluminose masse muscolari che la rendono molto imponente ma il carattere docile, una folta criniera e una lunga peluria all’altezza degli stinchi la rendono spettacolarmente elegante.

L’altezza di un Gypsy Vanner misurata al garrese può variare dai 140 ai 170cm e a seconda di questa si possono distinguere tre diverse classificazioni.
- Mini Vanner: fino ai 142cm al garrese
- Classic Vanner: dai 143 ai 155cm al garrese
- Grand Vanner: oltre i 155cm al garrese

Per quanto riguarda la testa, il Gypsy Vanner è caratterizzato da una folta criniera con crini ricci o che assumono un effetto ondulato. Il cranio di questa razza non dovrebbe essere troppo dritto e piatto, ma si preferisce un profilo più dolce, più raffinato ed elegante. La testa, infatti, è ben proporzionata e presenta una fronte molto larga sulla quale sporgono le orecchie che non sono mai troppo grandi. Di norma l'osso frontale è piatto e leggermente convesso mentre la mascella e le guance risultano molto marcate. Il collo è molto compatto, caratterizzato da una forte e robusta muscolatura ma non è mai troppo corto. Il petto è molto potente e sviluppato, il torace è molto ampio e profondo con le costole a forma di botte e ben ricoperte da fasce muscolari. 

Passando alla linea dorsale di questa razza possiamo notare un garrese di medie dimensioni ma, essendo una razza molto robusta, la muscolatura sovrastante lo rende meno individuabile. Una delle caratteristiche principali della razza Gypsy Vanner è la presenza di una groppa molto sviluppata, potente e rotonda; essa è caratterizzata da una ipertrofia muscolare, la cosiddetta "doppia groppa".

Gli arti posteriori dei Gypsy Vanner risultano dunque molto muscolosi e hanno una buona struttura ossea che li rende perfetti per il trasporto o per il tiro. Gli arti anteriori sono anch'essi molto potenti, con un avambraccio molto sviluppato e un tendine ben staccato. Sia gli arti anteriori che quelli posteriori non sono mai troppo brevi e sono caratterizzati da ossa lunghe e piatte. Gli zoccoli sono di buone dimensioni, ben formati e aperti sui talloni. Essi sono ricoperti interamente da folti crini che facilitano l'identificazione di questa razza.

### Colori e mantelli

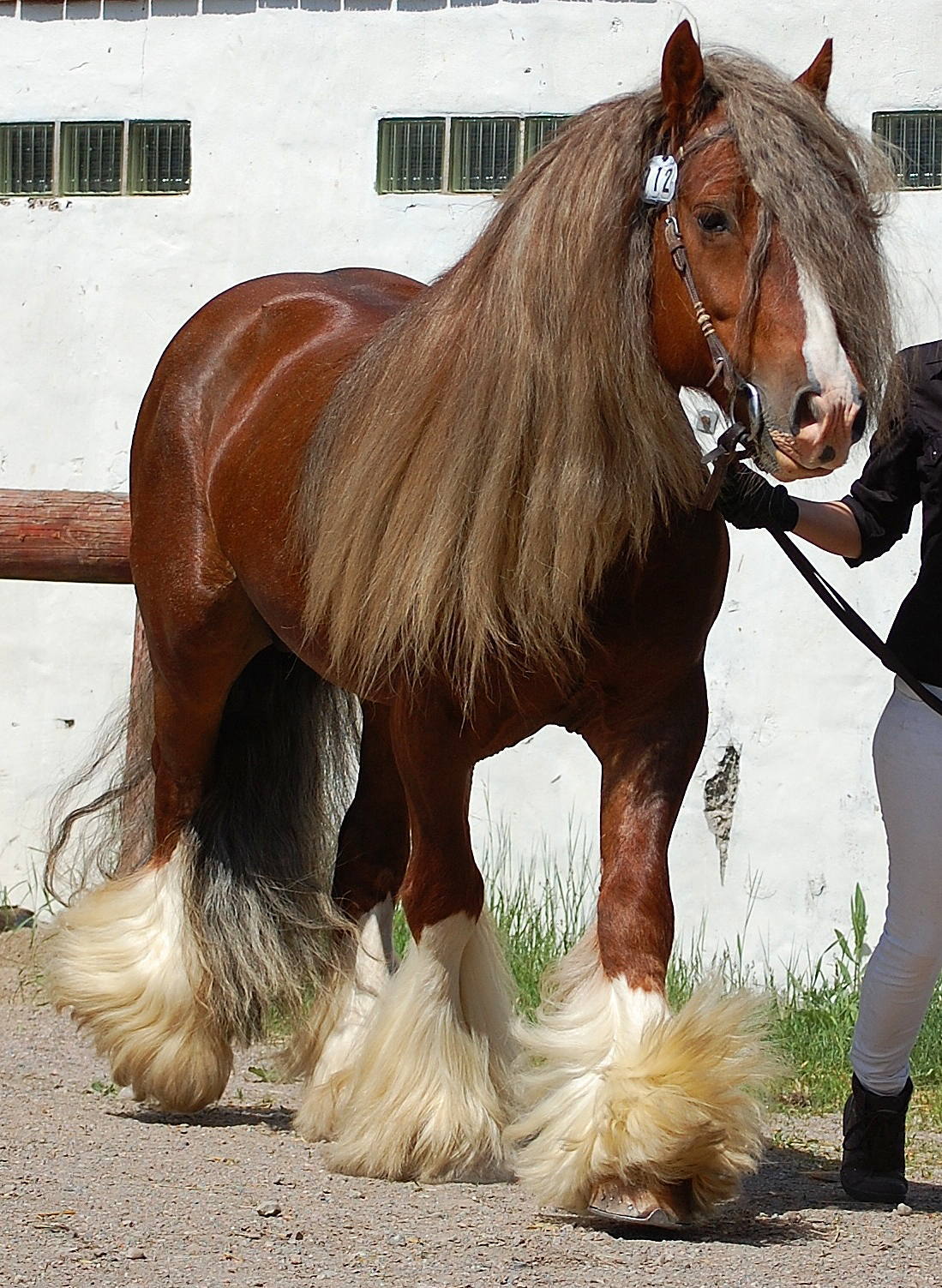
Esempio di Gypsy Vanner con mantello sauro

Nel Gypsy Vanner non vi è un colore predominante, spesso il mantello di questi esemplari è pezzato, un po’ più raro è il mantello a tinta unita.
Per quanto riguarda i mantelli a tinta unita i colori più tipici sono: il morello, il sauro, il baio, il palomino, il grigio e il roano. 

I mantelli pezzati più comuni sono quelli con aree nere, saure, baie o grigie su mantello di colore bianco, i cosiddetti Gypsy Vanner “colorati”. Se i soggetti hanno delle pezzature bianche sul ventre vengono chiamati “splashed” o “blagdon”. 

La denominazione dei mantelli è descritto dallo studbook britannico, il quale per descrivere i colori dei mantelli utilizza i nomi di: 
- Piebald: per il mantello nero e bianco
- Skewbald: per il mantello rosso e bianco, marrone e bianco o tricolor
- Odd coloured: per tutti i mantelli monocolore e per tutti gli altri colori (esempio il palomino)

Per quanto riguarda la genetica, il colore dei Gypsy Vanner è regolato da alcuni geni:
1. Gene Silver (identificato con la lettera Z), un gene di diluizione che interessa solamente i mantelli bai o morelli. Esso fa assumere al mantello una colorazione cioccolato/marrona e alla criniera e alla coda una colorazione bionda. Questo gene non influisce sul mantello sauro[4].
2. Gene Crema (identificato con le lettere Cr), un gene di diluizione per tutti i mantelli.[4]

## Usi e abitudini
Il Gypsy Vanner è un cavallo selezionato principalmente per il tiro leggero e il tiro medio, ma si usa anche per la sella. Utilizzato sia per il turismo sia per il dressage. Spesso soggetto di foto caratteristiche grazie all'aspetto accattivante dovuto alla presenza di coda e criniera folti e lunghi peli a livello degli stinchi, i quali ricoprono quasi interamente lo zoccolo, la presenza di lunga peluria e mantelli pezzati si accosta molto alla presenza compatta e imponente del cavallo caratterizzato da diametri larghi e masse muscolari non indifferenti. Ancora più spettacolari sono le foto del galoppo, nelle quali il movimento dei crini lunghi evocano una sensazione di voli d'angelo quasi mitologici.

### Usi tradizionali
Allevati dai popoli zingari, da cui il nome di questa razza, i quali per il trasporto delle loro tipiche case volevano cavalli da tiro eleganti ma che allo stessero tempo lavorassero sodo per viaggi lunghi e con una ottima mobilità della testa.

### Usi moderni
Al giorno d'oggi si trovano in competizioni sportive di guida e trasporto, spesso anche in eventi sia in inglese e Western. Una delle migliori razze nel ring.

## Allevamento del Gipsy Vanner
L’allevamento moderno di questi equini in Italia, nella maggior parte dei casi, avviene dall’accoppiamento di stalloni puri selezionati e fattrici frisone, la gestazione dura sugli 11 mesi e la nascita avviene in box di paglia in modo naturale ma sotto la supervisione di un operatore.

Fin dai primi istanti di vita questi animali sono a contatto con gli esseri umani. Durante la crescita iniziano a prendere confidenza con spazi più ampi ovvero i paddock esterni, in cui iniziano a conoscere altri esemplari e a percepire gli elementi atmosferici (sole, pioggia, vento) di cui sono molto sensibili per i loro baffi e quindi spaventati.
Lo svezzamento viene fatto con l’apporto di mangimi studiati per le varie fasi di accrescimento. Successivamente inizia l’addestramento, che deve essere preceduto da un continuo contatto umano per garantire la fiducia dell’animale, quindi si procede a far prendere familiarità con cavezza e longhina. In tutto questo l’operatore abitua l’animale ad essere spazzolato e curato e lo fa approcciare con la sella in modo libero da renderlo a proprio agio. I passi successivi sono un lavoro a mano e un addestramento di lavoro da terra, specialmente alla corda per poi passare a un lavoro di perfezionamento delle discipline base di lavoro in sella.